# 中国旺旺
中国旺旺控股有限公司（ちゅうごくわんわん、簡体字: 中国旺旺控股有限公司; 繁体字: 中國旺旺控股有限公司、Zhōngguó Wàngwàng Kònggǔ Yǒuxiàngōngsī, 英語: Want Want China Holdings Limited）は、中華人民共和国における最大の米菓および飲料の製造会社である。スナック菓子、清涼飲料水、乳製品の製造や販売にも携わっている。登記上の本社はケイマン諸島にあるが、実質的な本社は上海市閔行区にある。
世界最大の米菓メーカーである台湾旺旺集団（旺旺グループ）の中国子会社である。台湾旺旺の創業時に岩塚製菓（新潟県長岡市）の指導を受けた経緯から、中国旺旺の筆頭株主は旺旺グループ創業者の蔡衍明(Tsai Eng-Meng)で、2番目の大株主は岩塚製菓である。
日本支社は中国旺旺と岩塚製菓の合弁である旺旺・ジャパン。中国旺旺も岩塚製菓の指導を受けており、5か所ある日本向け製品の製造工場のうち2か所には、岩塚製菓から社員（技術指導員）を派遣し、技術指導や品質管理を徹底させている（新型コロナウィルス流行により派遣は休止中）。旺旺上海本部１階ロビーには、創業当初の旺旺を指導した槇計作（岩塚製菓の創業者）の銅像がある。

## 歴史
台湾旺旺の中国子会社として1983年に設立。2008年、一株当たり3.0香港ドルの株式公開価格で香港証券取引所に株式公開された。
2003年、岩塚製菓と合弁で日本法人「旺旺・ジャパン株式会社」を設立し、中国で生産された菓子の輸入販売を行っている。
2010年、会社は5％の増益があり、正味の収入は、3億1260万ドルから3億5850万ドルに増えた。中国旺旺控股有限公司は販売が22億4000万ドルに31％増加したとも報告した。毎日新聞によると、2011年に丸紅との提携を発表した。
2012年7月、中国旺旺控股有限公司はChina Network Systems Co（CNS）を取得した。

## 製品
会社では旺仔牛乳を販売している。

## 参照
1. ↑  "Contact material." Want Want China. Retrieved on April 11, 2014. "Want Want China Holdings Limited（Shanghai Headquarter） Add:No.1088,East Hong Song Road, Shanghai, PRC" - Simplified Chinese: "中国旺旺控股有限公司（上海总部） 地址:上海市红松东路 1088 号" - Traditional Chinese: " 中國旺旺控股有限公司（上海總部） 地址:上海市紅松東路1088號 郵編: 201103 "
2. ↑  Want Want China Holdings Ltd.
3. ↑  Want Want Holdings to list in Hong Kong on Mar. 25
4. ↑  Bloomberg source
5. ↑  安全・安心（仕組み・体制への取り組み「製造工場に「日本人技術指導員」が常駐」）
6. ↑  Want Want Shares Fall in Hong Kong Debut
7. ↑  “Want Want China Net Rises 15% on Demand for Snacks, Milk - Bloomberg”. bloomberg.com (2011年). 2011年5月19日閲覧。
8. ↑  “NCC to consider holding hearing for Want Want purchase”.   China Post. 2013年2月18日閲覧。
9. ↑  "Fly found in Wang Zai milk." People's Daily. July 31, 2012. Retrieved on April 11, 2014.